# Počítačový sex
Počítačový sex nebo cybersex je virtuální sex, při kterém si dva nebo více osob spojených vzdáleně přes počítačovou síť vzájemně posílá zprávy popisující sexuální zážitky. Je to forma hraní role, ve které účastníci předstírají skutečný pohlavní styk popisem činností a reakcí na své partnery, v chatu nejčastěji písemnou formou, určenou na stimulaci sexuálních pocitů a fantazií partnera.
Kvalita cybersexu závisí na schopnostech účastníků evokovat živý myšlenkový obraz v mysli svých partnerů. Velmi důležité jsou též fantazie a odložení zábran.
Kanály chatu (channels) používané na navození cybersexu nejsou nutně zaměřeny na toto téma a účastníci v jakémkoli Internetovém chatu mohou znenadání dostat zprávu s textem „Chceš sex?“.

## Charakteristika
Někteří si myslí, že cybersex je směšná, neúčinná, nedůležitá a nesmyslná aktivita, která nemá reálnou emocionální váhu nebo emocionální odraz. Jiní věří, že sexuální pocity účastníků ve virtuálním styku jsou skutečné a mohou být stejně emocionálně škodlivé jako opravdová soulož. Tento problém je ještě zhoršen faktem, že značná část účastníků počítačového sexu nedosáhla věk sexuální odpovědnosti (ve většině zemí 16 let) a nejsou si vědomi, že počítačový sex může vést ke skutečné touze nebo odporu vůči partnerovi, spojené s emocionálním stresem po pochopení, že tato touha nemůže být naplněna.
Cybersex je nejčastěji prováděn v internetových chatech (např. IRC nebo webový chat) a v systémech instant messagingu.
Též je docela častý v on-line hrách pro hraní role jako např. MUD a MMORPG, i když v některých hrách nemusí být tyto aktivity povoleny. Cybersex se někdy nazývá „mudsex“ v hrách MUD.
Rostoucí popularita webových kamer též znamenala zvýšení počtu dvojic používajících video pro odhalení se online chatovým partnerům (Např. fórum zde: skypesex.717.cz). Výměna emailů se sexuálním obsahem též může být považována za cybersex. Často se používá u masturbace nebo jako úvod k setkání pro pohlavní styk. I když tyto aktivity jsou časté, je těžké udělat přesné statistické hodnocení a výskyt cybersexu též značně závisí na dostupnosti Internetu. Podobné „hraní role“ a chaty se mohou provádět i přes SMS.
Cybersex se liší od sexu po telefonu, protože má vyšší míru anonymity a snadnosti nalezení partnera. Cybersex se často přihodí mezi neznámými nebo lidmi, kteří se potkali jen online. Na rozdíl od telefonního sexu je cybersex málokdy komerční.
Jeden z přístupů k cybersexu je simulace „reálného“ sexu, kdy se účastníci snaží přiblížit své zážitky co nejblíže k realitě. Alternativně to může být považováno za formu hraní role, která umožňuje páru zažít neobvyklé sexuální vjemy a provést sexuální experimenty, které není možné zkoušet v realitě. Mezi „seriózními“ hráči role se cybersex může vyskytnout jako část větší zápletky – zapojené postavy mohou být milenci nebo manželé atd.